# Андре де Монбар
Андре де Монбар (фр. André de Montbard), око 1103 — октобар 1156, био је пети велики мајстор витезова темплара и последњи од девет витезова који су основали ред. Он је у витезовима вршио улогу помоћника начелника (фр. Seneschal) и као такав по хијерархији био је одмах иза великог мајстора, на тој функцији провео је петнаест година пре него што се кандидовао за мајстора. Кандидатуру је прихватио да би спречио Луја VII да утиче на ред помоћу других кандидата који су му били блиски. Када је постао мајстор био је већ стар витез и није био посебно активан. Повукао се 1156. и умро у октобру исте године. Наследио га је Бертран де Бланшфорт.